# Association OB1 d'Orion

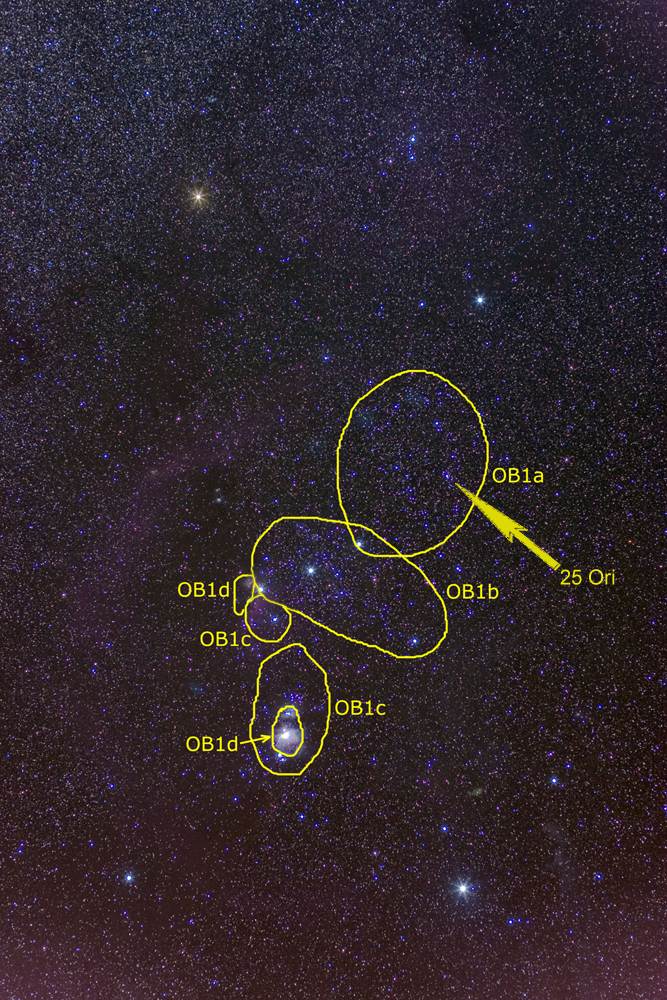
Localisation des sous-groupes de l'association OB1 d'Orion.

L'association OB1 d'Orion est un groupe contingent[Quoi ?] de plusieurs dizaines d'étoiles géantes chaudes de types spectraux B ou O. Des milliers d'étoiles de plus petite masse y sont associées, ainsi qu'un nombre moindre mais significatif de protoétoiles. Elle fait partie du complexe du nuage moléculaire d'Orion. Du fait de sa relative proximité et complexité, il s'agit de l'association OB étudiée de plus près.
L'association OB1 d'Orion est constituée des sous-groupes suivants, :
- Orion OB1a, le groupe d'étoiles au nord-ouest des étoiles de la ceinture d'Orion, d'un âge moyen d'environ 12 millions d'années. Au sein de ce groupe se trouve un autre sous-groupe, le groupe de 25 Orionis dont l'étoile principale est Ψ1 Ori (ou 25 Ori)[3],[4];
- Orion OB1b, constitué des trois étoiles brillantes ζ Ori (Alnitak), ε Ori (Alnilam) et δ Ori (Mintaka), qui constituent l'astérisme connu sous le nom de ceinture d'Orion, et d'étoiles mineures. Ce groupe a un âge moyen d'environ 8 millions d'années et est lui-même subdivisé en trois sous-groupes[5],[6] ;
- Orion OB1c, les étoiles de l'épée d'Orion, âgées de 3 à 6 millions d'années ;
- Orion OB1d, les étoiles de la nébuleuse d'Orion et M43, les étoiles les plus jeunes.

Des signatures d'évolution de disques de débris stellaires ont été détectées dans les sous-groupes 1a et 1b,.